# Ove Joensen
Ove Joensen mer känd som Ro-Ove, född 3 december 1948 i Tórshavn, död 26 november 1987 i havet vid Skálafjørður, var en färöisk sjöfarare och äventyrare.

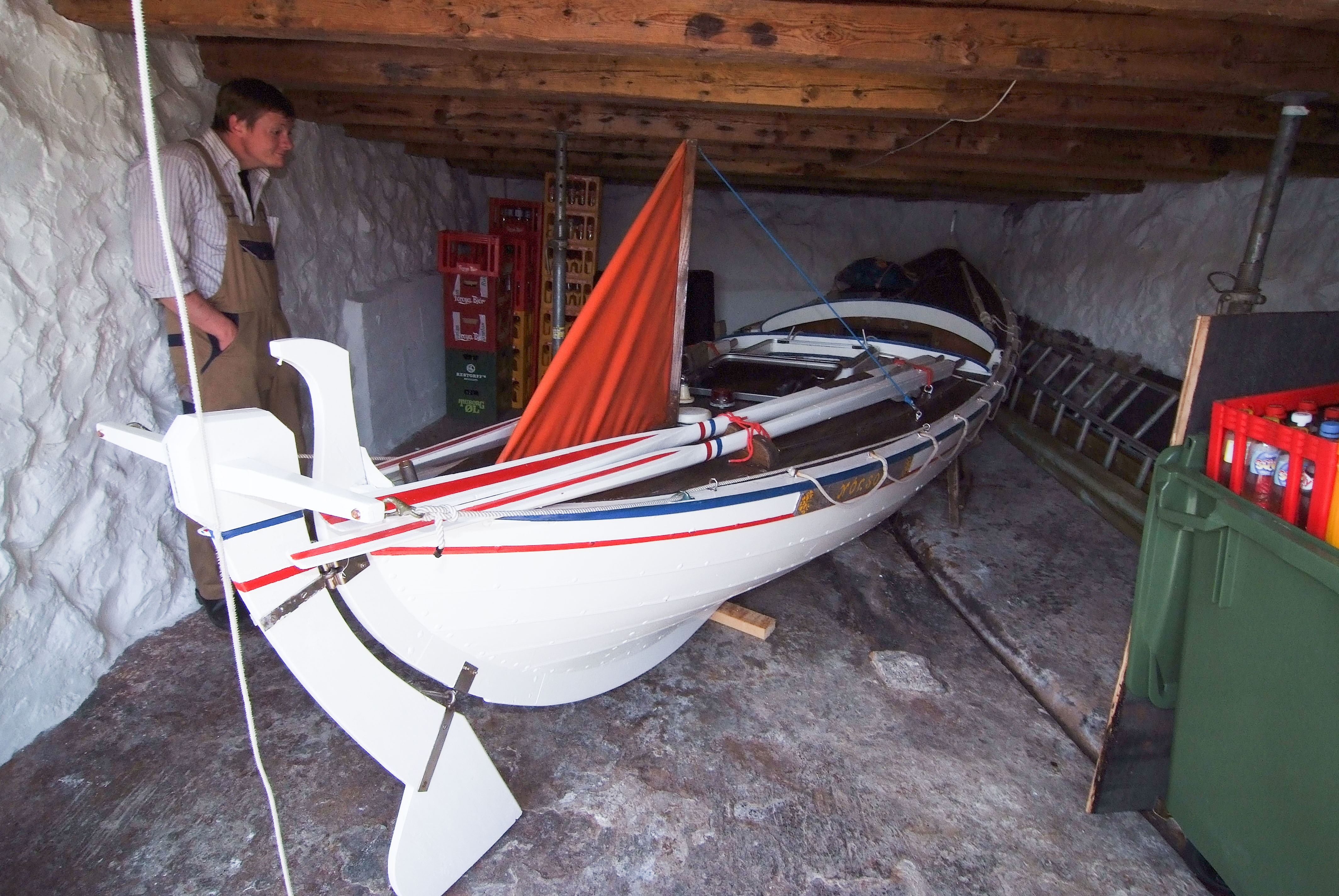
Ove Joensens färöbåt "Diana Victoria" på Nólsoy (maj 2008).

Joensen levde sitt liv på ön Nólsoy där han byggde sin färöbåt Diana Victoria och rodde de 900 nautiska milen från Färöarna till Köpenhamn i Danmark. Efter ett antal misslyckade försök, lyckades han nå sin slutdestination den 11 augusti efter totalt 41 dagar på havet. När han anlände till Köpenhamn fanns flera tusen personer som hyllade honom. Danskarna kallar honom för Ro-Ove.
År 1987 drunknade han i Skálafjørður när han seglade i sin båt och ramlade över kanten. I Nólsoy hålls en årlig festival kallad Ovastevna (Oveträffen) i augusti månad för att hylla Ove. Hans båt kan även beskådas i Nólsoy.

## Commons
- Wikimedia Commons har media som rör Ove Joensen.